# Tiptopite
La tiptopite è un minerale.